# Mariano Ansó
Mariano Fructuoso Ansó Zunzarren (Pampelune, 21 janvier 1889 - idem, 29 août 1981) est un homme politique et avocat espagnol. Il est maire de Pampelune en 1931 puis ministre de la Justice pendant la guerre civile espagnole. 